# Semir Osmanagić
Semir Osmanagić (n. 1 iunie 1960, Zenica, RSF Iugoslavia), cunoscut și sub numele de Sam Osmanagich, este un om de afaceri și autor bosniac. Este cel mai cunoscut pentru promovarea proiectului său pseudo-arheologic în Bosnia centrală (lângă orașul Visoko) legat de așa-numitele „piramide din Bosnia”. Osmanagić susține că un grup de dealuri naturale din Bosnia Centrală și Herțegovina sunt cele mai mari piramide antice create de oameni de pe Pământ. A realizat un marketing extins acestui sit și a promovat turismul acolo. 
Un entuziast al (cercetării) piramidelor, Osmanagić are un doctorat în științele sociale, dar nu are nicio pregătire științifică în niciun domeniu arheologic. Geologi profesioniști, arheologi și alți oameni de știință au respins în mod direct afirmațiile sale despre dealurile centrale bosniace; ei au ajuns la concluzia - după analiza directă a sitului, a istoriei sale cunoscute și a săpăturilor - că dealurile sunt formațiuni naturale obișnuite cunoscute sub numele de flatiron, fără semne de construcție umană.

## Viața timpurie și cariera
Osmanagić s-a născut în Zenica, Republica Socialistă Bosnia și Herțegovina, Republica Socialistă Federativă Iugoslavia, iar după absolvirea universității, a condus o afacere de import-export timp de șapte ani. În 1992, pe măsură ce Războiul din Bosnia a început, a emigrat în Statele Unite ale Americii. Osmanagić  s-a stabilit la Houston, Texas, unde și-a găsit un loc de muncă ca asistent de marketing pentru o companie care produce piese pentru puțuri de petrol și gaz. El a fost promovat ca manager și proprietar al firmei, deținând însă doar cinci la sută din acțiunile firmei, în 1999.

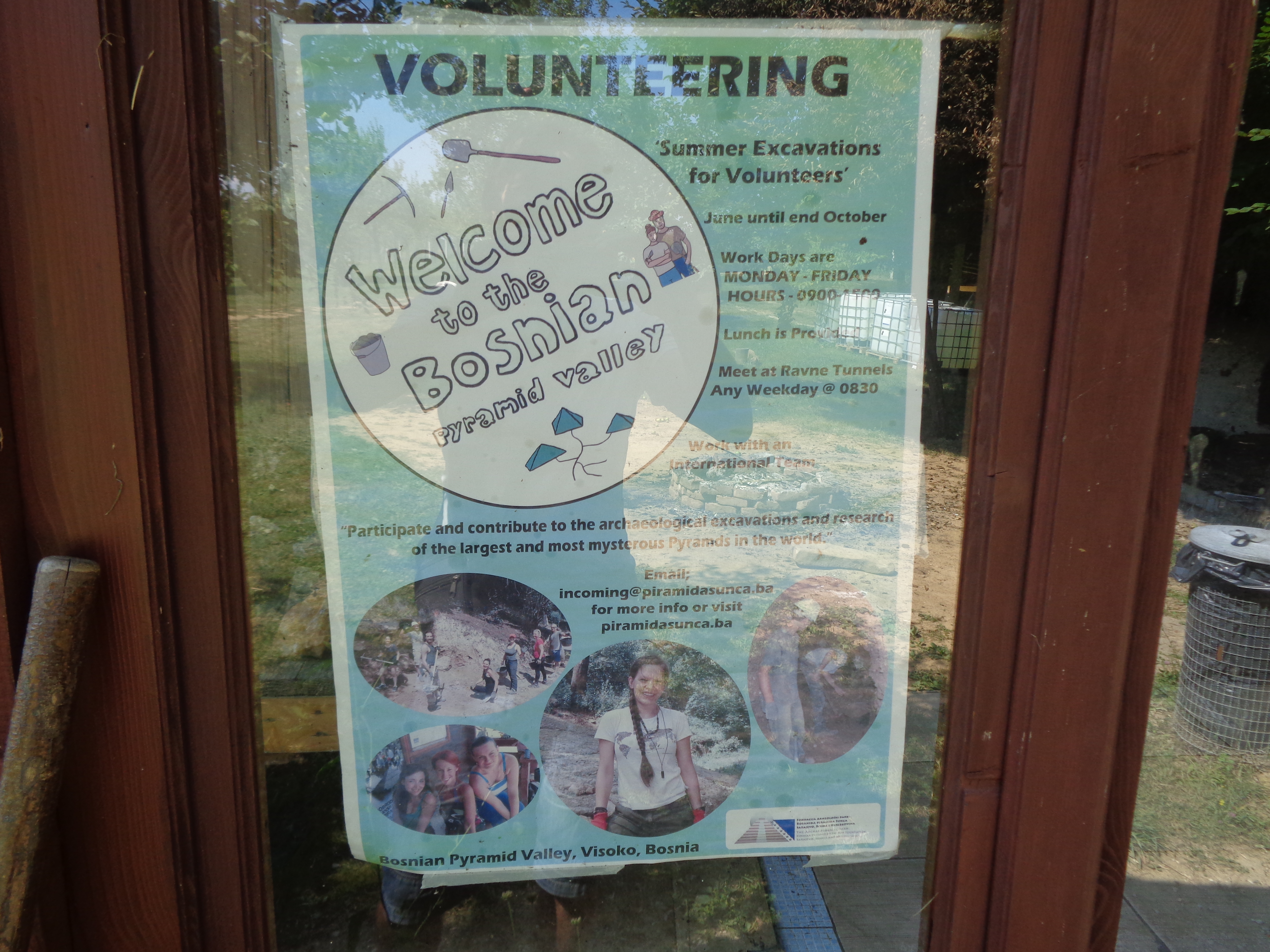
Afiș pentru voluntarii care doresc să ia parte la săpături

Osmanagić a fondat compania de producție Met Company, Inc. în Houston în 1995 și continuă să fie proprietarul și directorul general al acesteia. În 2006, el a fondat Fundația Piramidei Soarelui din Bosnia și Herțegovina pentru a sprijini săpăturile și construcția unui „parc arheologic” într-un sit de lângă orașul Visoko. A ocupat de la început funcția de director executiv. 
Osmanagić are un masterat în economie și politică internațională. A absolvit și un doctorat în științe sociale în 2009; ambele diplome au fost obținute de la Universitatea din Sarajevo. În 2009, a devenit membru al Academiei Ruse de Științe ale Naturii, care a fost criticată pentru faptul că mulți dintre membrii săi nu au nicio bază științifică și pentru că unii dintre membrii săi promovează pseudoștiința. Această Academie nu trebuie confundată cu Academia Rusă de Științe, care are o poziție de renume în rândul comunității internaționale a oamenilor de știință.

## Piramidele bosniace
În aprilie 2005, Osmanagić a fost invitat să viziteze Visočica și ruinele cetății sale. În timpul vizitei, Osmanagić a observat forma de piramidă a dealului Visočica. Ulterior, el a scris o carte care promovează afirmația potrivit căreia dealul ar reprezenta ceea ce a rămas dintr-o piramidă antică, create de om, despre care a susținut că este una dintre cele cinci structuri colosale din piatră, în formă de piramidă cu o rețea de tuneluri preistorice extinse. El a numit acele structuri „Piramidele din Bosnia” și a înființat o fundație caritabilă, „Parcul Arheologic: Fundația Piramidei Soarelui din Bosnia și Herțegovina”, pentru a finanța promovarea și investigarea sitului. Osmanagić a susținut că a dorit să excaveze pentru a "sparge un nor de energie negativă, permițând Pământului să primească energie cosmică din centrul galaxiei". Osmanagić consideră că structurile piramidale descoperite de el sunt realizate de mâna omului și ar fi fost construite aproximativ în secolul al XII-lea î.Hr. de triburi de iliri, adică ar fi mai vechi decât piramidele din Giza, Egipt.

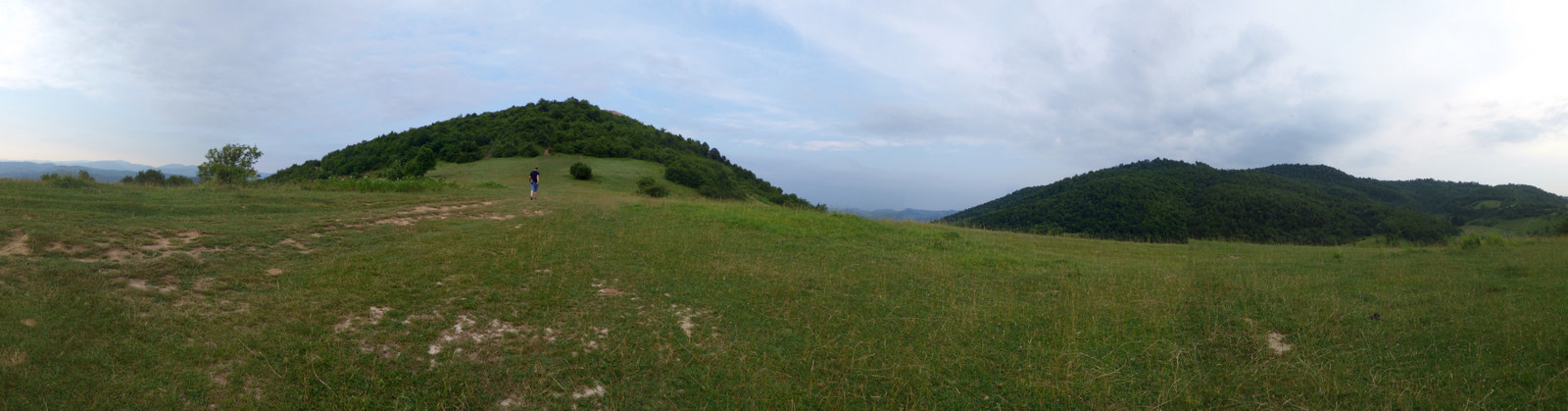
În fundal, dealul Visočica, una dintre presupusele piramide

La începutul anului 2006, geologii de la Universitatea din Tuzla au analizat probele prelevate de la Visočica. Testele lor au arătat că dealul este compus din același material ca și alți munți din zonă: straturi alternative de conglomerat, argilă și gresie. Săpăturile au evidențiat straturi de conglomerat fracturat la Visočica, în timp ce în straturi de la Pljesevica s-au descoperit plăci de gresie crăpate, separate de straturi de argilă. Robert M. Schoch, profesor asociat de științe naturale la Universitatea Boston, a declarat la acea vreme că: „ceea ce [a găsit [Osmanagić] nu este chiar neobișnuit sau spectaculos din punct de vedere geologic. Este pur și simplu normal și banal.” În aprilie 2006, douăzeci și unu de istorici, geologi și arheologi au semnat o scrisoare deschisă în care au descris săpăturile ca fiind lipsite de profesionalism și realizate fără o supraveghere științifică corespunzătoare.  
Se presupune că proiectul „Piramida bosniacă” a adus pagube considerabile patrimoniului arheologic al zonei, care conține ruine ale unei cetăți medievale, un post roman de observație și alte resturi anterioare. Anthony Harding, profesor de arheologie la Universitatea din Exeter și pe atunci președinte al Asociației Europene a Arheologilor (EAA), a declarat că „Osmanagić conduce un proiect pseudo-arheologic care amenință să distrugă părți din moștenirea reală a Bosniei”.

## Alte afirmații
Teoriile și credibilitatea lui Osmanagić au făcut obiectul unor critici aproape universale din partea comunității științifice de când a câștigat proeminență prin comercializarea săpăturilor de la Visočica. Concluzia acestora este că Semir Osmanagić ar fi interesat de piramide, dar este un amator în studiul lor. 
În această perioadă, a urmat studiile universitare la Universitatea din Sarajevo, unde consilierul său de doctorat a fost Hidajet Repovac, profesor de sociologie la Facultatea de Științe Politice din Sarajevo. În teza sa de doctorat din 2009, Osmanagič susține că civilizația maiașă din Mesoamerica este anterioară Olmecilor și cultura lor ar fi încetat să existe misterios după secolul al X-lea. De asemenea, Osmanagić a discutat în detaliu despre craniile de cristal maiașe, considerând că acestea au fost create cu ajutorul tehnologiei avansate. El a discutat despre presupusele fenomene psihologice și parapsihologice din jurul lor. El sugerează că civilizația maiașă a avut contact cu chinezii, dând ca exemplu o cioplire a unui jaguar, pe care el o consideră că este sculptată din nefrit chinezesc. Alții au identificat materialul ca jadeit, un material care era folosit de maiași.
Încă din 2007, Repovac a făcut parte din Fundația înființată de Osmanagić pentru a sprijini săpăturile de pe dealuri. Repovac a fost, de asemenea, unul dintre co-președinții Conferinței internaționale din 2008 privind (așa-numitele) piramidele bosniace.
Într-un articol din Revista de Arheologie, Beth Kampschror se referă la cartea lui Osmanagić, Lumea maiașilor (2004), care sugerează că maiașii erau descendenții unor extratereștri din roiul stelar Pleiadele care ar fi ajuns prima dată în Atlantida.  
În cartea sa Istorie alternativă (Alternative History, 2003, publicată în croată), Osmanagić sugerează că Adolf Hitler și alți naziști de frunte au fugit din Germania la sfârșitul celui de-al Doilea Război Mondial pentru a se ascunde într-o bază subterană din Antarctica.